# La signora senza camelie
La signora senza camelie is een Italiaanse dramafilm uit 1953 onder regie van Michelangelo Antonioni.

## Verhaal
Filmproducer Gianni Franchi maakt van de beeldschone winkelbediende Clara Manni een filmster. Clara ziet zich gedwongen te spelen in films die eerder haar bevallig voorkomen in het zonnetje zetten dan haar vertolking beklemtonen. 
Wanneer de verliefde en jaloerse Franchi met haar trouwt, laat hij zijn ware gelaat zien: dat van een possessieve echtgenoot die zijn jonge vrouw met niemand wil delen, en al helemaal niet op het grote scherm, zoals in het soort naïeve en frivole film waarin ze debuteerde. Als ze dan toch per se wil acteren, dan het liefst in kunstzinnige films. Zo verplicht hij haar Jeanne d'Arc te vertolken in een film die enorm flopt. Daar begint ook hun huwelijk onder te lijden.

## Rolverdeling
| Acteur         | Personage        |
| -------------- | ---------------- |
| Lucia Bosè     | Clara Manni      |
| Gino Cervi     | Ercole Borra     |
| Andrea Checchi | Gianni Franchi   |
| Ivan Desny     | Nardo Rusconi    |
| Alain Cuny     | Lodi             |
| Monica Clay    | Simonetta        |
| Anna Carena    | moeder van Clara |